# Olympische Sommerspiele 2020/Teilnehmer (Dominikanische Republik)
| Gelbes Symbol für Goldmedaillen mit stilisierten Olympischen Ringen | Graues Symbol für Silbermedaillen mit stilisierten Olympischen Ringen | Braundes Symbol für Bronzemedaillen mit stilisierten Olympischen Ringen |
| ------------------------------------------------------------------- | --------------------------------------------------------------------- | ----------------------------------------------------------------------- |
| —                                                                   | 3                                                                     | 2                                                                       |

Die Dominikanische Republik nahm an den Olympischen Spielen 2020 in Tokio mit 65 Sportlern in elf Sportarten teil. Es war die insgesamt 15. Teilnahme an Olympischen Sommerspielen.

## Teilnehmer nach Sportarten

### Baseball
| Wettbewerb       | Herren |
| ---------------- | --- |
| Athleten         | Darío Álvarez Gabriel Arias Jairo Asencio Roldani Baldwin José Bautista Emilio Bonifacio Melky Cabrera Luis Felipe Castillo Jumbo Díaz Juan Francisco Junior García Jeison Guzmán Jhan Mariñez Cristopher Mercedes Erick Mejia Johan Mieses Gustavo Núñez Yefri Pérez Denyi Reyes Julio Rodríguez Ramón Rosso Ángel Sánchez Charlie Valerio |
| Gruppenphase     | Japan (3:4) Mexiko (1:0) |
| Runde 1          | Südkorea (3:4) |
| Viertelfinale    | ausgeschieden |
| Hoffnungsrunde 1 | Israel (7:6) |
| Hoffnungsrunde 2 | Vereinigte Staaten (1:3) |
| Halbfinale       | ausgeschieden |
| Spiel um Bronze  | Südkorea (10:6) |
| Finale           | ausgeschieden |
| Platzierung      | Bronze |

### Boxen
| Athleten             | Wettbewerb               | 1. Runde    | 1. Runde | Achtelfinale    | Achtelfinale  | Viertelfinale | Viertelfinale | Halbfinale    | Halbfinale    | Finale        | Finale        | Rang |
| Athleten             | Wettbewerb               | Gegner      | Ergebnis | Gegner          | Ergebnis      | Gegner        | Ergebnis      | Gegner        | Ergebnis      | Gegner        | Ergebnis      | Rang |
| -------------------- | ------------------------ | ----------- | -------- | --------------- | ------------- | ------------- | ------------- | ------------- | ------------- | ------------- | ------------- | ---- |
| Frauen               |                          |             |          |                 |               |               |               |               |               |               |               |      |
| Miguelina Hernández  | Fliegengewicht bis 51 kg | M. Kom      | 1:4      | ausgeschieden   | ausgeschieden | ausgeschieden | ausgeschieden | ausgeschieden | ausgeschieden | ausgeschieden | ausgeschieden | 17   |
| Maria Moronta        | Weltergewicht bis 69 kg  | Freilos     | Freilos  | M. Da Silva     | 5:0           | O. Jones      | 0:4           | ausgeschieden | ausgeschieden | ausgeschieden | ausgeschieden | 5    |
| Männer               |                          |             |          |                 |               |               |               |               |               |               |               |      |
| Rodrigo Marte        | Fliegengewicht bis 52 kg | S. Tetteh   | 2:3      | ausgeschieden   | ausgeschieden | ausgeschieden | ausgeschieden | ausgeschieden | ausgeschieden | ausgeschieden | ausgeschieden | 17   |
| Alexis de la Cruz    | Federgewicht bis 57 kg   | K. Allicock | 5:0      | A. Batyrgasijew | 0:5           | ausgeschieden | ausgeschieden | ausgeschieden | ausgeschieden | ausgeschieden | ausgeschieden | 9    |
| Leonel de los Santos | Leichtgewicht bis 63 kg  | B. Usmonow  | 1:4      | ausgeschieden   | ausgeschieden | ausgeschieden | ausgeschieden | ausgeschieden | ausgeschieden | ausgeschieden | ausgeschieden | 17   |
| Rohan Polanco        | Weltergewicht bis 69 kg  | Freilos     | Freilos  | B. Baturov      | 0:4           | ausgeschieden | ausgeschieden | ausgeschieden | ausgeschieden | ausgeschieden | ausgeschieden | 9    |
| Euri Cedeño          | Mittelgewicht bis 75 kg  | E. Sella    | RSC      | F. Verón        | 3:2           | O. Chyschnjak | 1:4           | ausgeschieden | ausgeschieden | ausgeschieden | ausgeschieden | 5    |

### Gewichtheben
| Athleten         | Wettbewerb                    | Reißen  | Reißen | Stoßen  | Stoßen | Zweikampf | Zweikampf | Rang   |
| Athleten         | Wettbewerb                    | Gewicht | Rang   | Gewicht | Rang   | Gewicht   | Rang      | Rang   |
| ---------------- | ----------------------------- | ------- | ------ | ------- | ------ | --------- | --------- | ------ |
| Frauen           |                               |         |        |         |        |           |           |        |
| Beatriz Pirón    | Bantamgewicht bis 49 kg       | 81 kg   | 6      | 95 kg   | 9      | 176 kg    | 8         | 8      |
| Crismery Santana | Schwergewicht bis 87 kg       | 116 kg  | 2      | 140 kg  | 4      | 256 kg    | 3         | Bronze |
| Verónica Saladín | Superschwergewicht über 87 kg | 111 kg  | 6      | 131 kg  | 7      | 242 kg    | 7         | 7      |
| Männer           |                               |         |        |         |        |           |           |        |
| Luis García      | Bantamgewicht bis 61 kg       | 120 kg  | 11     | 154 kg  | 8      | 274 kg    | 8         | 8      |
| Zacarías Bonnat  | Mittelgewicht bis 81 kg       | 163 kg  | 5      | 204 kg  | 2      | 367 kg    | 2         | Silber |

### Judo
| Athleten          | Wettbewerb | 1. Runde   | 1. Runde | 2. Runde      | 2. Runde      | Achtelfinale  | Achtelfinale  | Viertelfinale | Viertelfinale | Halbfinale / Trostrunde | Halbfinale / Trostrunde | Finale / Platz 3 | Finale / Platz 3 | Rang |
| Athleten          | Wettbewerb | Gegner     | Ergebnis | Gegner        | Ergebnis      | Gegner        | Ergebnis      | Gegner        | Ergebnis      | Gegner                  | Ergebnis                | Gegner           | Ergebnis         | Rang |
| ----------------- | ---------- | ---------- | -------- | ------------- | ------------- | ------------- | ------------- | ------------- | ------------- | ----------------------- | ----------------------- | ---------------- | ---------------- | ---- |
| Männer            |            |            |          |               |               |               |               |               |               |                         |                         |                  |                  |      |
| Robert Florentino | bis 90 kg  | K. Njabali | 0:1s2    | ausgeschieden | ausgeschieden | ausgeschieden | ausgeschieden | ausgeschieden | ausgeschieden | ausgeschieden           | ausgeschieden           | ausgeschieden    | ausgeschieden    | 17   |

### Leichtathletik
Laufen und Gehen 
| Athleten                                                                     | Wettbewerb        | Runde 1     | Runde 1 | Halbfinale | Halbfinale | Finale        | Finale        | Rang          |
| Athleten                                                                     | Wettbewerb        | Zeit        | Rang    | Zeit       | Rang       | Zeit          | Rang          | Rang          |
| ---------------------------------------------------------------------------- | ----------------- | ----------- | ------- | ---------- | ---------- | ------------- | ------------- | ------------- |
| Frauen                                                                       |                   |             |         |            |            |               |               |               |
| Marileidy Paulino                                                            | 400 m             | 50,06 s     | 1       | 49,38 s    | 1          | 49,20 s       | 2             | Silber        |
| Männer                                                                       |                   |             |         |            |            |               |               |               |
| Yancarlos Martínez                                                           | 200 m             | 20,17 s     | 2       | 20,24 s    | 4          | ausgeschieden | ausgeschieden | ausgeschieden |
| Mixed                                                                        |                   |             |         |            |            |               |               |               |
| Lidio Féliz Marileidy Paulino Anabel Medina Luguelín Santos Alexander Ogando | 4 × 400-m-Staffel | 3:12,74 min | 2       | —          | —          | 3:10,21 min   | 2             | Silber        |

 Springen und Werfen 
| Athleten      | Wettbewerb | Qualifikation | Qualifikation | Finale        | Finale        | Rang |
| Athleten      | Wettbewerb | Weite/Höhe    | Rang          | Weite/Höhe    | Rang          | Rang |
| ------------- | ---------- | ------------- | ------------- | ------------- | ------------- | ---- |
| Frauen        |            |               |               |               |               |      |
| Ana José Tima | Dreisprung | 14,11 m       | 16            | ausgeschieden | ausgeschieden | 16   |

### Reiten

#### Dressurreiten
| Athleten                             | Wettbewerb | Strafpunkte      | Strafpunkte   | Strafpunkte   | Strafpunkte   | Strafpunkte   | Strafpunkte   | Rang |
| Athleten                             | Wettbewerb | 1. Qualifikation | Nationenpreis | Nationenpreis | Nationenpreis | Einzelfinale  | Einzelfinale  | Rang |
| Athleten                             | Wettbewerb | 1. Qualifikation | 1. Umlauf     | 2. Umlauf     | Stechen       | 1. Umlauf     | 2. Umlauf     | Rang |
| ------------------------------------ | ---------- | ---------------- | ------------- | ------------- | ------------- | ------------- | ------------- | ---- |
| Yvonne Losos de Muñiz mit Aquamarijn | Einzel     | 70,869 %         | ausgeschieden | ausgeschieden | ausgeschieden | ausgeschieden | ausgeschieden | 22   |

#### Springreiten
| Athleten                       | Wettbewerb | Strafpunkte   | Strafpunkte   | Strafpunkte   | Rang |
| Athleten                       | Wettbewerb | Qualifikation | Einzelfinale  | Einzelfinale  | Rang |
| Athleten                       | Wettbewerb | Qualifikation | 1. Umlauf     | Stechen       | Rang |
| ------------------------------ | ---------- | ------------- | ------------- | ------------- | ---- |
| Hector Florentino mit Carnaval | Einzel     | (14)          | ausgeschieden | ausgeschieden | 60   |

### Rudern
| Athleten        | Wettbewerb | Vorlauf     | Vorlauf | Vorlauf       | Hoffnungslauf | Hoffnungslauf | Hoffnungslauf  | Viertelfinale | Viertelfinale | Viertelfinale | Halbfinale  | Halbfinale | Halbfinale    | Finale      | Finale | Rang |
| Athleten        | Wettbewerb | Zeit        | Platz   | Qualifikation | Zeit          | Platz         | Qualifikation  | Zeit          | Platz         | Qualifikation | Zeit        | Platz      | Qualifikation | Zeit        | Platz  | Rang |
| --------------- | ---------- | ----------- | ------- | ------------- | ------------- | ------------- | -------------- | ------------- | ------------- | ------------- | ----------- | ---------- | ------------- | ----------- | ------ | ---- |
| Männer          |            |             |         |               |               |               |                |               |               |               |             |            |               |             |        |      |
| Ignacio Vásquez | Einer      | 7:43,71 min | 5       | Hoffnungslauf | 7:42,83 min   | 3             | Halbfinale E/F | –             | –             | –             | 7:42,80 min | 1          | Finale E      | 7:25,88 min | 1      | 25   |

### Schwimmen
| Athleten        | Wettbewerb   | Vorlauf     | Vorlauf | Halbfinale    | Halbfinale    | Finale        | Finale        | Rang |
| Athleten        | Wettbewerb   | Zeit        | Rang    | Zeit          | Rang          | Zeit          | Rang          | Rang |
| --------------- | ------------ | ----------- | ------- | ------------- | ------------- | ------------- | ------------- | ---- |
| Frauen          |              |             |         |               |               |               |               |      |
| Krystal Lara    | 100 m Rücken | 1:03,07 min | 35      | ausgeschieden | ausgeschieden | ausgeschieden | ausgeschieden | 35   |
| Krystal Lara    | 200 m Rücken | 2:18,63 min | 27      | ausgeschieden | ausgeschieden | ausgeschieden | ausgeschieden | 27   |
| Männer          |              |             |         |               |               |               |               |      |
| Josué Domínguez | 100 m Brust  | 1:01,86 min | 39      | ausgeschieden | ausgeschieden | ausgeschieden | ausgeschieden | 39   |
| Josué Domínguez | 200 m Brust  | 2:17,34 min | 34      | ausgeschieden | ausgeschieden | ausgeschieden | ausgeschieden | 34   |

### Taekwondo
| Athleten            | Wettbewerb        | Achtelfinale  | Achtelfinale | Viertelfinale | Viertelfinale | Hoffnungsrunde Halbfinale | Hoffnungsrunde Halbfinale | Halbfinale    | Halbfinale    | Hoffnungsrunde Finale | Hoffnungsrunde Finale | Finale        | Finale        | Rang |
| Athleten            | Wettbewerb        | Gegner        | Erg.         | Gegner        | Erg.          | Gegner                    | Erg.                      | Gegner        | Erg.          | Gegner                | Erg.                  | Gegner        | Erg.          | Rang |
| ------------------- | ----------------- | ------------- | ------------ | ------------- | ------------- | ------------------------- | ------------------------- | ------------- | ------------- | --------------------- | --------------------- | ------------- | ------------- | ---- |
| Frauen              |                   |               |              |               |               |                           |                           |               |               |                       |                       |               |               |      |
| Katherine Rodríguez | Klasse über 67 kg | N. Kuş        | 7:5          | D.-b. Lee     | 14:23         | A. Traoré                 | 9:11                      | ausgeschieden | ausgeschieden | ausgeschieden         | ausgeschieden         | ausgeschieden | ausgeschieden | 7    |
| Männer              |                   |               |              |               |               |                           |                           |               |               |                       |                       |               |               |      |
| Bernardo Pié        | Klasse bis 68 kg  | J. Achab      | 18:11        | S. Zhao       | 8:13          | ausgeschieden             | ausgeschieden             | ausgeschieden | ausgeschieden | ausgeschieden         | ausgeschieden         | ausgeschieden | ausgeschieden | 9    |
| Moisés Hernández    | Klasse bis 80 kg  | N. Rafalovich | 7:17         | ausgeschieden | ausgeschieden | ausgeschieden             | ausgeschieden             | ausgeschieden | ausgeschieden | ausgeschieden         | ausgeschieden         | ausgeschieden | ausgeschieden | 11   |

### Volleyball
| Wettbewerb    | Frauen |
| ------------- | --- |
| Athletinnen   | Annerys Vargas Lisvel Elisa Eve Brenda Castillo Camil Domínguez Niverka Marte Prisilla Rivera Yonkaira Peña Bethania de la Cruz Brayelin Martínez Jineiry Martínez Gaila González Larysmer Martínez |
| Trainer       | Marcos Kwiek |
| Gruppenphase  | Serbien (0:3) Brasilien (2:3) Südkorea (2:3) Kenia (3:0) Japan (3:1) |
| Viertelfinale | Vereinigte Staaten (0:3) |
| Halbfinale    | ausgeschieden |
| Finale        | ausgeschieden |
| Platzierung   | 8 |

### Wasserspringen
| Athleten           | Wettbewerb        | Vorkampf | Vorkampf | Halbfinale | Halbfinale | Finale        | Finale        | Rang |
| Athleten           | Wettbewerb        | Punkte   | Rang     | Punkte     | Rang       | Punkte        | Rang          | Rang |
| ------------------ | ----------------- | -------- | -------- | ---------- | ---------- | ------------- | ------------- | ---- |
| Männer             |                   |          |          |            |            |               |               |      |
| Jonathan Ruvalcaba | Kunstspringen 3 m | 383,05   | 18       | 398,65     | 13         | ausgeschieden | ausgeschieden | 13   |